# Endivieta de séquia
L'endivieta de séquia (Sonchus maritimus L.), és una espècie de lletsó mediterrani dins la família de les asteràcies.

## Llista de subespècies
Les tres subespècies de Sonchus maritimus han acabat sent considerades iguals i sinònimes a Sonchus martitimus L. Eren:
- Sonchus maritimus subsp. aquatilis Nyman
- Sonchus maritimus subsp. cartilagineus Maire & Sennen
- Sonchus maritimus subsp. maritimus